# Max Reichmann
Max Reichmann (Strasburgo, 29 novembre 1884 – San Francisco, 3 febbraio 1958) è stato un regista tedesco naturalizzato statunitense nel 1943.

## Biografia
Iniziò la sua carriera di regista cinematografico nel 1923 in Austria, a fianco di Maurice Kéroul dopo aver già lavorato dal 1921 al 1922 prima come direttore di produzione e, poi, come assistente in Sie und die Drei di Ewald André Dupont.
Di origine ebraica, Reichmann lasciò la Germania prima della presa del potere dei nazisti. Emigrò in Francia nel 1933 per lasciarla nel 1935, alla volta della California. Le sue erano le condizioni di un uomo benestante e poté stabilirsi a Beverly Hills. Pur vivendo vicino a Hollywood, non tornò mai al cinema.
Nel 1943 diventò cittadino degli Stati Uniti. Morì a San Francisco quindici anni dopo, a 73 anni, il 3 febbraio 1958.

## Filmografia
La filmografia - basata su IMDb - è completa.

### Regista
- Die Geliebte des Mörders, co-regia Maurice Kéroul (1924)
- L'Engrenage, co-regia Maurice Kéroul (1925)
- Der Kampf gegen Berlin
- Derby. Ein Ausschnitt aus der Welt des Trabersports, co-regia Joe May (1926)
- Matrimonio in pericolo (Ihr letztes Liebesabenteuer) (1927)
- Ramper, der Tiermensch (1927)
- Manege (1928)
- Gaunerliebchen (1928)
- Ritter der Nacht (1928)
- Weib in Flammen (1928)
- Der Herzensphotograph (1928)
- Verzeih mir (1929)
- Il favorito di Schonbrunn (Der Günstling von Schönbrunn), co-regia Erich Waschneck (1929)
- Die süße Yvonne (1929)[2]
- Ich glaub' nie mehr an eine Frau (1930)
- Mein Herz gehört Dir... (1930)
- Eco della montagna (Das lockende Ziel) (1930)
- Wie werde ich reich und glücklich? (1930)
- Das Land des Lächelns (1930)
- Die große Attraktion (1931)
- Camp volant (1932)

### Aiuto regista
- Sie und die Drei, regia di Ewald André Dupont (1922)
- Varieté, regia di Ewald André Dupont (1925)[2]

### Sceneggiatore
- Die Blumenfrau vom Potsdamer Platz, regia di Jaap Speyer (1925)
- Matrimonio in pericolo (Ihr letztes Liebesabenteuer), regia di Max Reichmann (1927)

### Produttore
- Kinder der Finsternis - 1. Der Mann aus Neapel, regia di Ewald André Dupont - direttore di produzione (1921)
- Kinder der Finsternis - 2. Kämpfende Welten, regia di Ewald André Dupont - direttore di produzione (1922)
- Der Herzensphotograph, regia di Max Reichmann - produttore (1928)